# Erigeron strigosus
Espèce
Erigeron strigosus est une espèce de plantes à fleurs herbacée de la famille des Asteraceae, originaire d'Amérique du Nord mais naturalisée en Europe et en Asie de l'Est.

## Noms communs
Cette espèce porte en français de nombreux noms vernaculaires ou normalisés : « Vergerette maigre »,,,, « Vergerette rude »,, « Vergerette hispide », « Vergerette rameuse », « Vergerette rugueuse », « Érigéron hispide »,, « Érigéron rameux », « Érigéron rude », « Érigéron maigre ».

## Répartition
L'espèce est originaire d'Amérique du Nord, avec une aire de répartition naturelle allant du Texas au Sud jusqu'au Canada au Nord, et de la côte Ouest à la côte Est du continent. Elle a été introduite ailleurs, et s'est naturalisée jusqu'à devenir invasive dans toute l'Europe  et en Asie de l'Est (Chine, Corée, Japon).

## Description

### Appareil végétatif

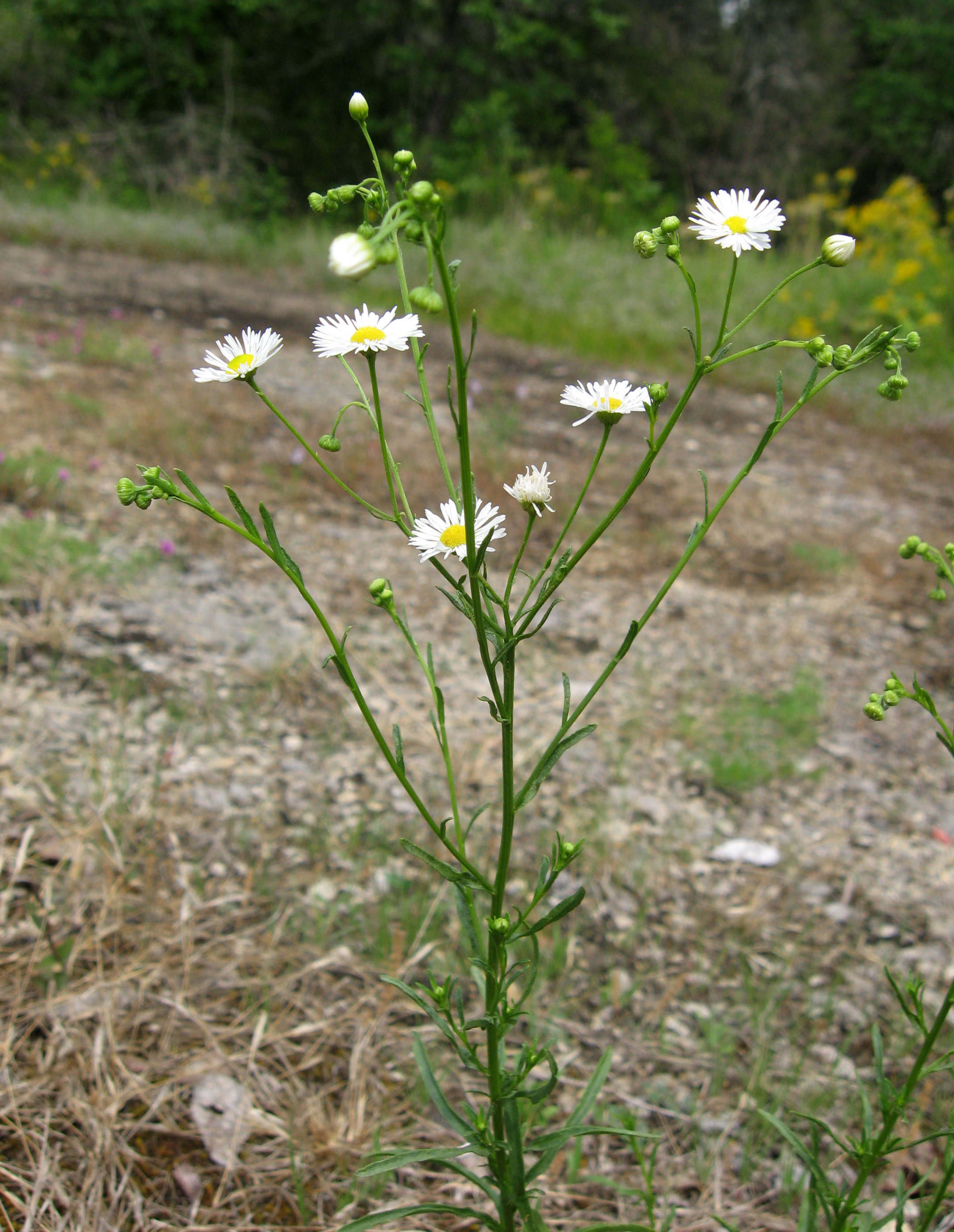
Tige, ramifications et inflorescences.

C'est une plante herbacée annuelle, parfois bisannuelle ou faiblement pérenne, mesurant 30 à 70 cm de haut, à tige dressée à ascendante, ramifiée dans la partie supérieure, peu ou modérément strigosée à strigillosée ou hirsute-strigillosée (les poils ne s'étalent pas). Les surfaces des feuilles sont glabres à peu strigosées ou hirsutes-strigosées. Les feuilles basales sont généralement persistantes à l'anthèse. Le limbe foliaire est spatulé à oblancéolé ou linéaire, long de 3 à 15 cm et large de 0,5 à 2 cm ou plus, à base atténuée, à marge entière ou peu à profondément dentelée ou crénelée, l'apex aigu ou obtus ; les feuilles caulinaires sont graduellement réduites jusqu'à proximité des inflorescences.

### Appareil reproducteur
Les capitules, au nombre de 10 à 200 voire plus sur un même pied, sont en synflorescences lâches corymbiformes à paniculées-corymbiformes. L'involucre est hémisphérique ; les phyllaires sont 2-4-sériés, subégaux ou les extérieurs plus courts, glabres, strigosés ou peu hirsutes, parfois minutieusement glanduleux, lancéolés, herbacés. Les fleurs ligulées sont au nombre de 50 à 100 par capitule, 2-sériées, longues de 4 à 6 mm, à lamina blanc, parfois rosâtre ou bleuâtre, linéaires, plates ; les fleurs forment un disque jaune, de 1,5 à 2 mm.
Les fruits sont des achènes lancéolés, aplatis, de 0,9 à 1,2 mm, peu strigileux. Le pappus est 2-sérié.

### Confusions possibles
L'espèce est très semblable à Erigeron annuus avec laquelle elle est souvent confondue. Deux détails permettent de les différencier à l'œil nu après un examen minutieux : chez E. strigosus, les feuilles de la tige sont entières ou presque et les poils de la tige sont généralement ascendants, alors que chez E. annuus, les feuilles de la tige sont dentées et les poils de la tige sont disposés perpendiculairement à la tige.

Erigeron annuus
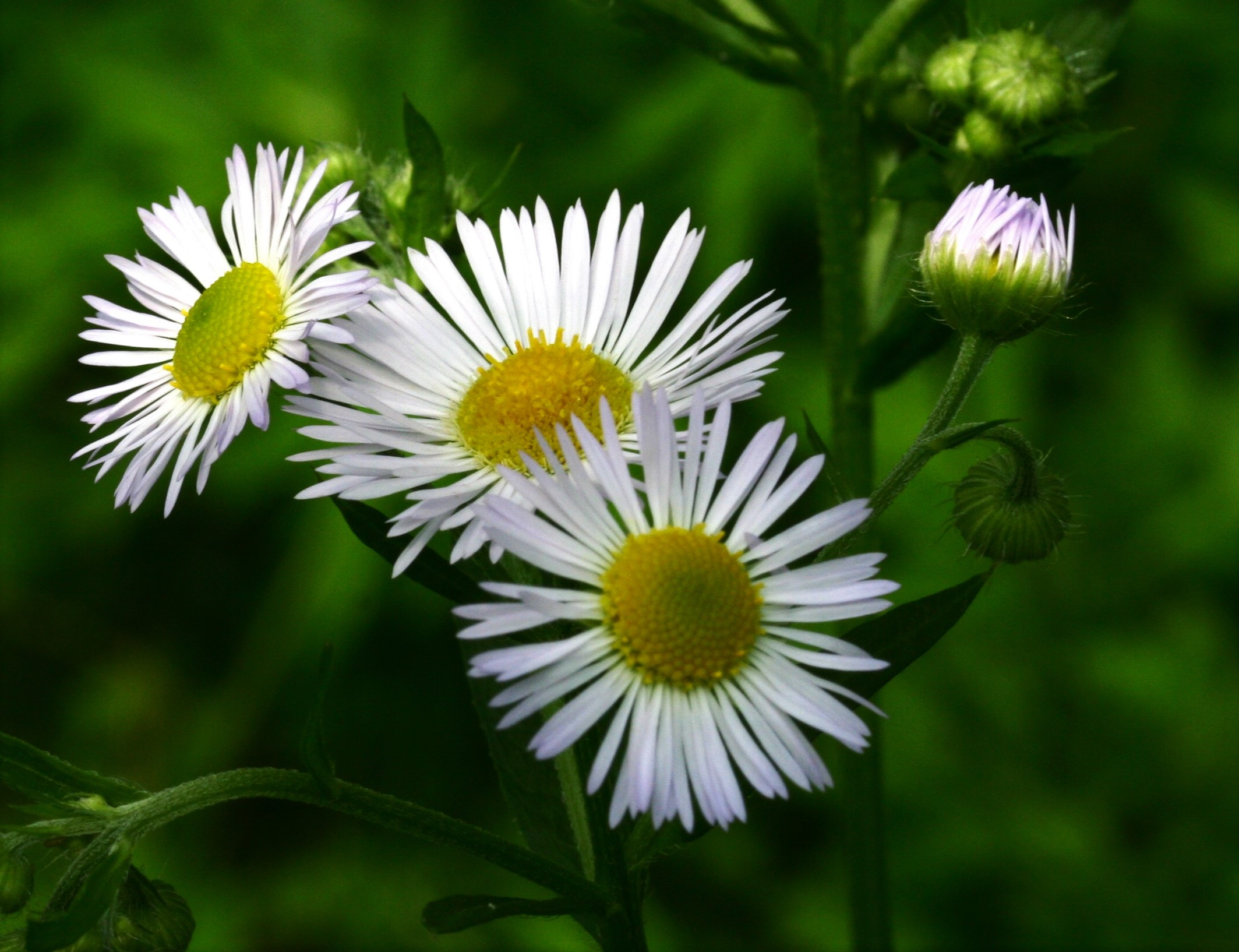
Capitules.
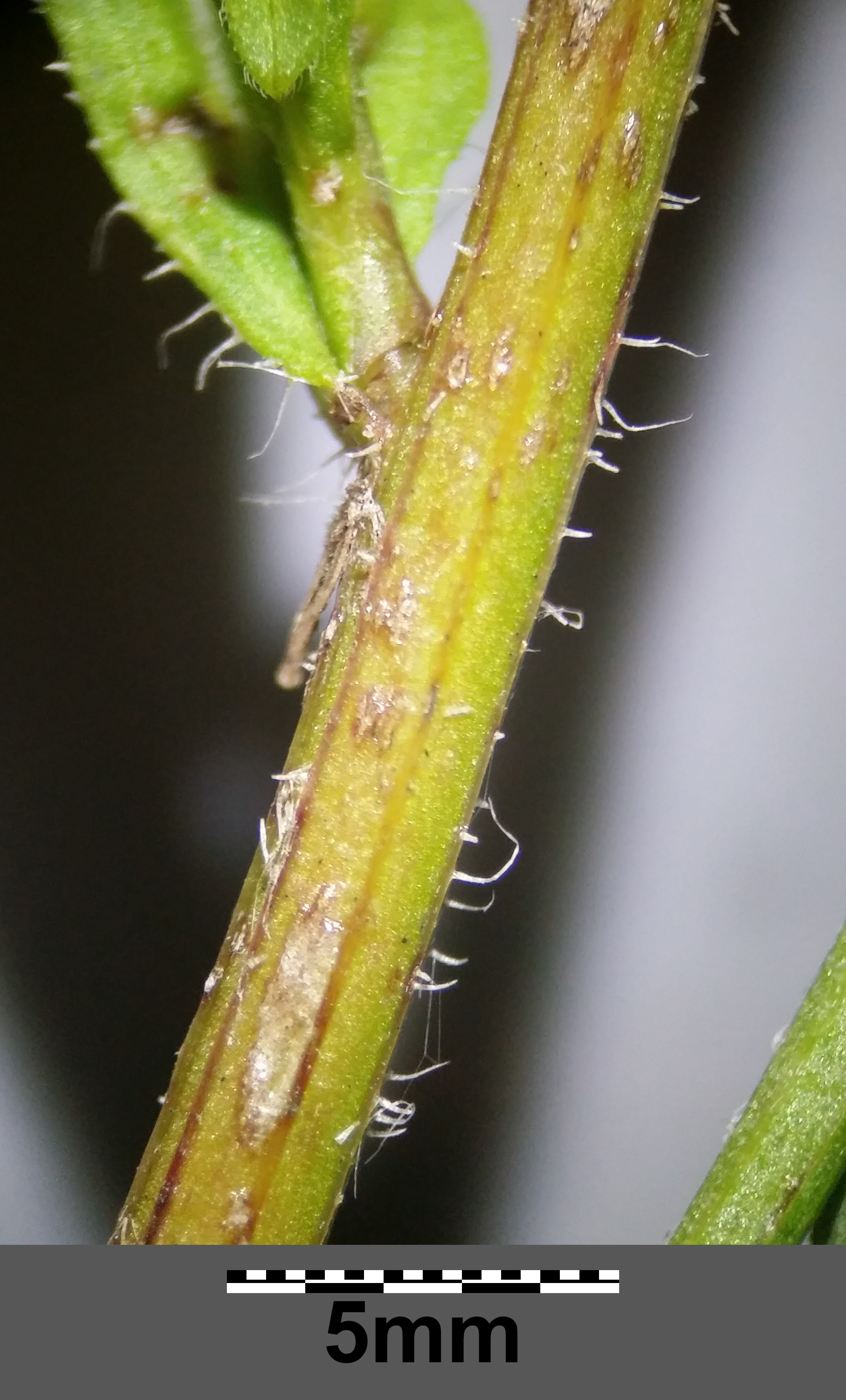
Tige et poils (perpendiculaires à la tige).
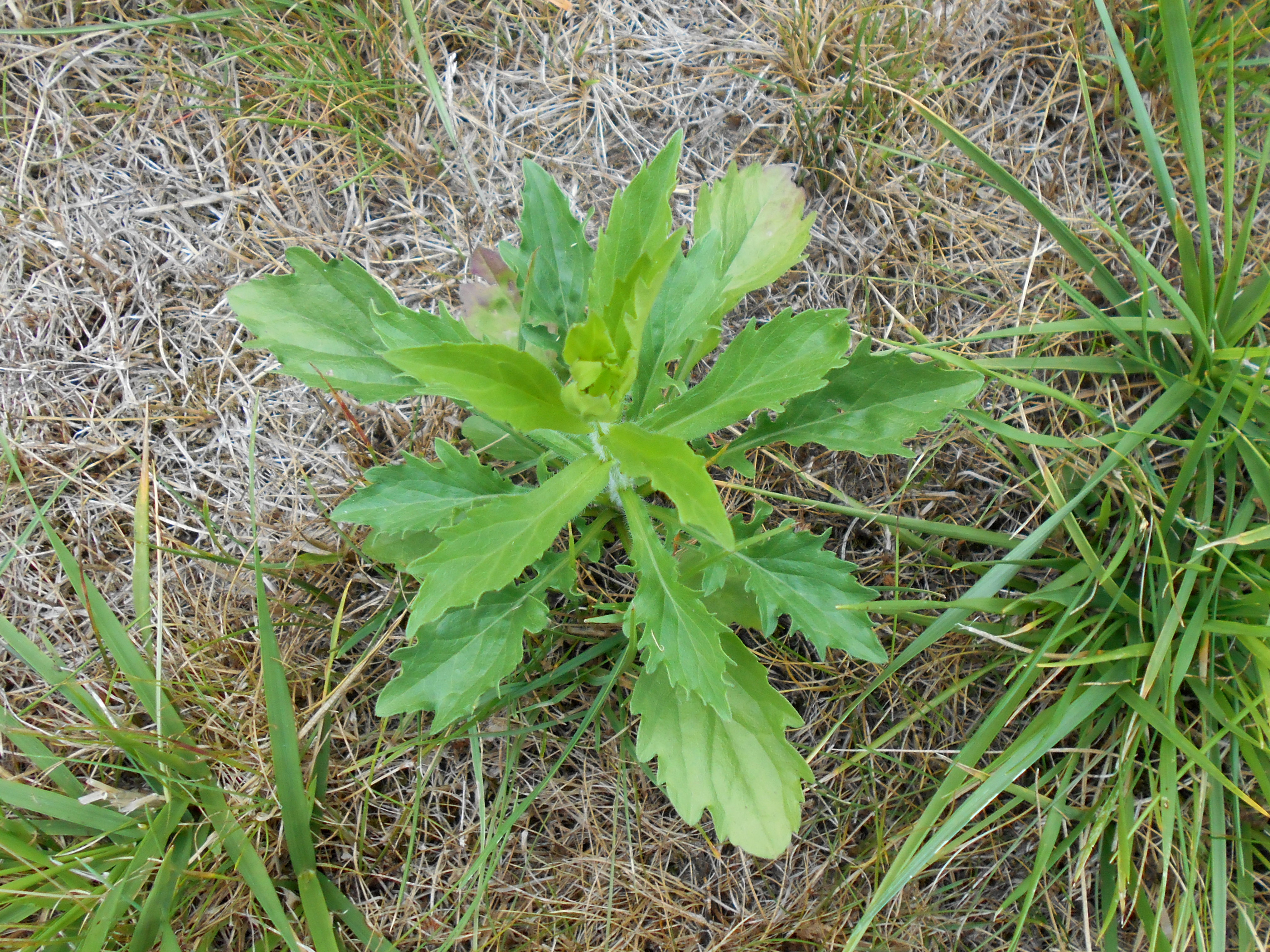
Tige et feuilles.

Erigeron strigosus
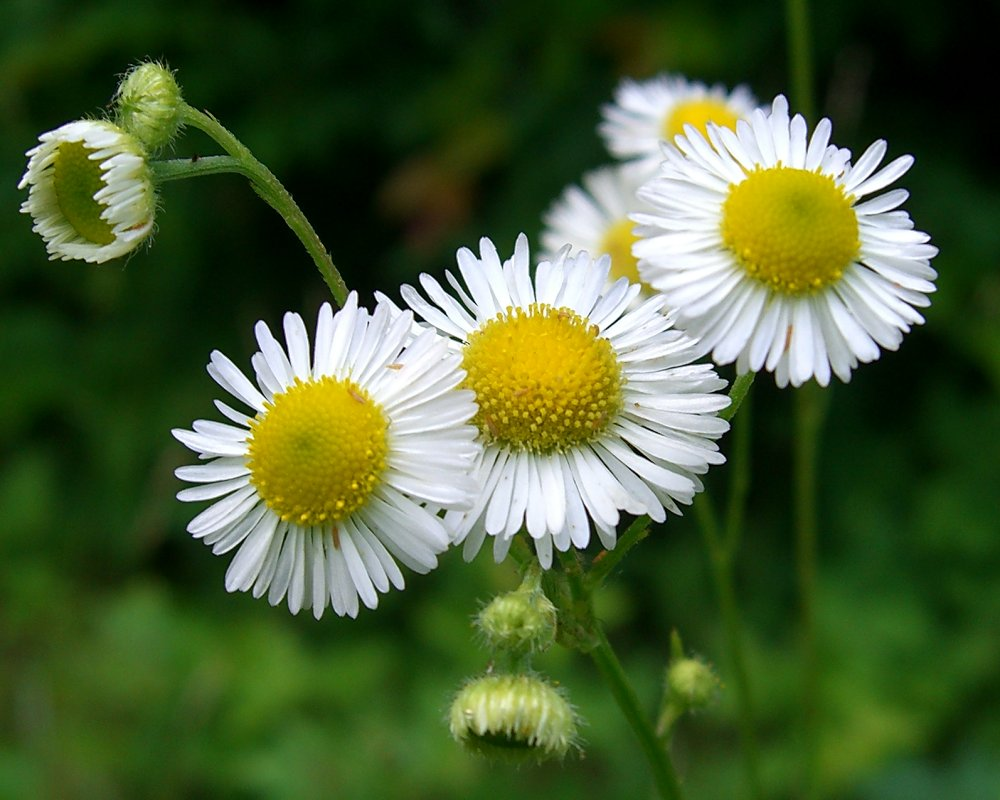
Capitules.
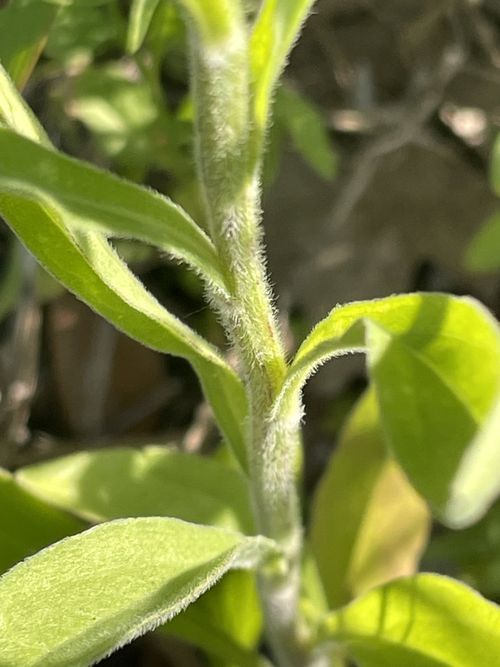
Tige et poils (ascendants).
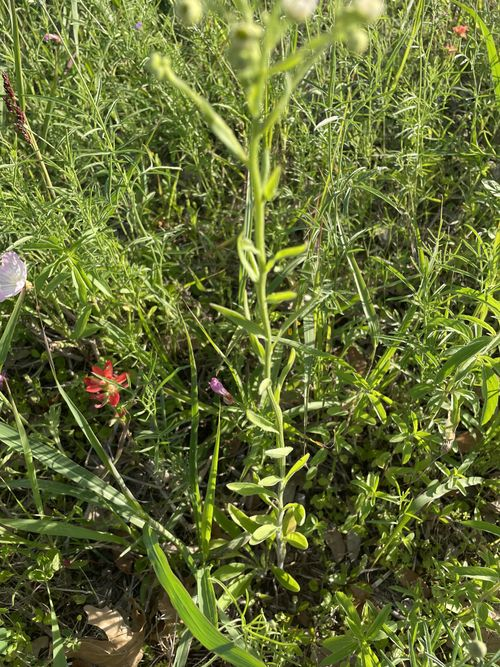
Tige et feuilles.

## Taxinomie
L'espèce a été formellement décrite en 1803 par Carl Ludwig Willdenow à partir des travaux de Henry Ernest Muhlenberg. Le nom correct, Erigeron strigosus, a été publié dans la 4e édition du Species Plantarum de Carl von Linné.
Trois variétés sont reconnues par la Global Compositae Database (22 juillet 2023) :
- Erigeron strigosus var. calcicola J.R.Allison, 2001
- Erigeron strigosus var. dolomiticola J.R.Allison, 2001
- Erigeron strigosus var. strigosus Muhl. ex Willd., 1803
- synonymes :

- - Diplemium strigosum (Muhl. ex Willd.) Raf.
  - Erigeron annuus subsp. strigosus (Muhl. ex Willd.) Wagenitz
  - Erigeron annuus var. ramosus (Walter) Hyl.
  - Erigeron ramosus (Walter) Britton, Sterns & Poggenb.
  - Erigeron ramosus f. ramosus
  - Erigeron ramosus var. beyrichii (Fisch. & C.A.Mey.) A.Gray
  - Erigeron ramosus var. beyrichii (Fisch. & C.A.Mey.) Trel.
  - Erigeron ramosus var. ramosus
  - Erigeron strigosum Muhl.
  - Erigeron strigosus var. beyrichii Torr. & A.Gray ex A.Gray
  - Erigeron strigosus var. discoideus A.Gray
  - Erigeron strigosus var. eligulatus Cronquist
  - Erigeron strigosus var. typicus Cronquist
  - Erigeron traversii Shinners
  - Phalacroloma annuum subsp. strigosum (Muhl. ex Willd.) Adema
  - Phalacroloma beyrichii (Fisch. & C.A.Mey.) Fisch. & C.A.Mey.
  - Phalacroloma strigosum (Muhl. ex Willd.) Tzvelev
  - Stenactis annua subsp. strigosa (Muhl. ex Willd.) Soó
  - Stenactis beyrichii Fisch. & C.A.Mey.
  - Stenactis ramosa (Walter) Domin
  - Stenactis strigosa (Muhl. ex Willd.) DC.
  - Tessenia ramosa (Walter) Lunell